# Israel i olympiska sommarspelen 1988
Israel deltog i de olympiska sommarspelen 1988 med en trupp bestående av 19 deltagare, men ingen av landets deltagare erövrade någon medalj.

## Boxning
Lätt flugvikt
- Yehuda Ben Haim
  - Första omgången — Bye
  - Second omgången — Förlorade mot Mahjoub Mjirich (MAR), walk-over

Fjädervikt
- Ya'acov Shmuel
  - Första omgången — Bye
  - Andra omgången — Besegrade John Mirona (SUD), RSC-1
  - Tredje omgången – Besegrade  Ricardo Pittman (CIS), 5:0
  - Kvartsfinal – Förlorade mot Giovanni Parisi (ITA), 0:5

Mellanvikt
- Aharon Ya'akovishvili
  - Första omgången – Förlorade mot Sven Ottke (FRG), 0:5

## Brottning
- Even Bernshtein
- Dov Groverman

## Gymnastik
Artistisk
- Revital Sharon

Damernas individuella mångkamp, rytmisk
- Shulamit Goldshtein
- Rakefet Remigolski

## Segling
| Gren            | Deltagare                 | Resultat   | Referens |
| --------------- | ------------------------- | ---------- | -------- |
| Herrarnas 470   | Dan Torten och Ran Torten | 18:e plats |          |
| Flying Dutchman | Yoel Sela och Eldad Amir  | 4:e plats  | [ 1 ]    |

## Tennis

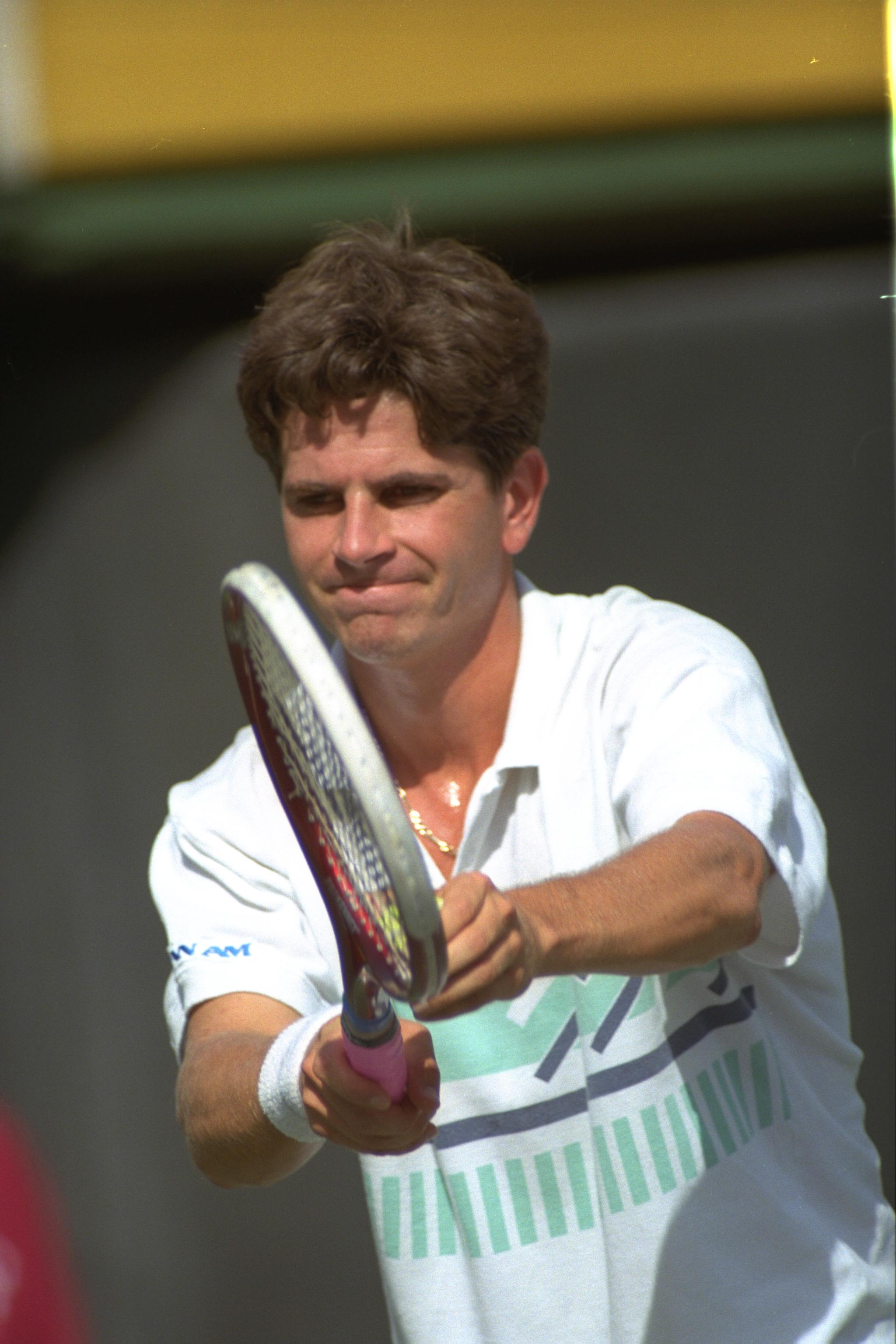
Amos Mansdorf

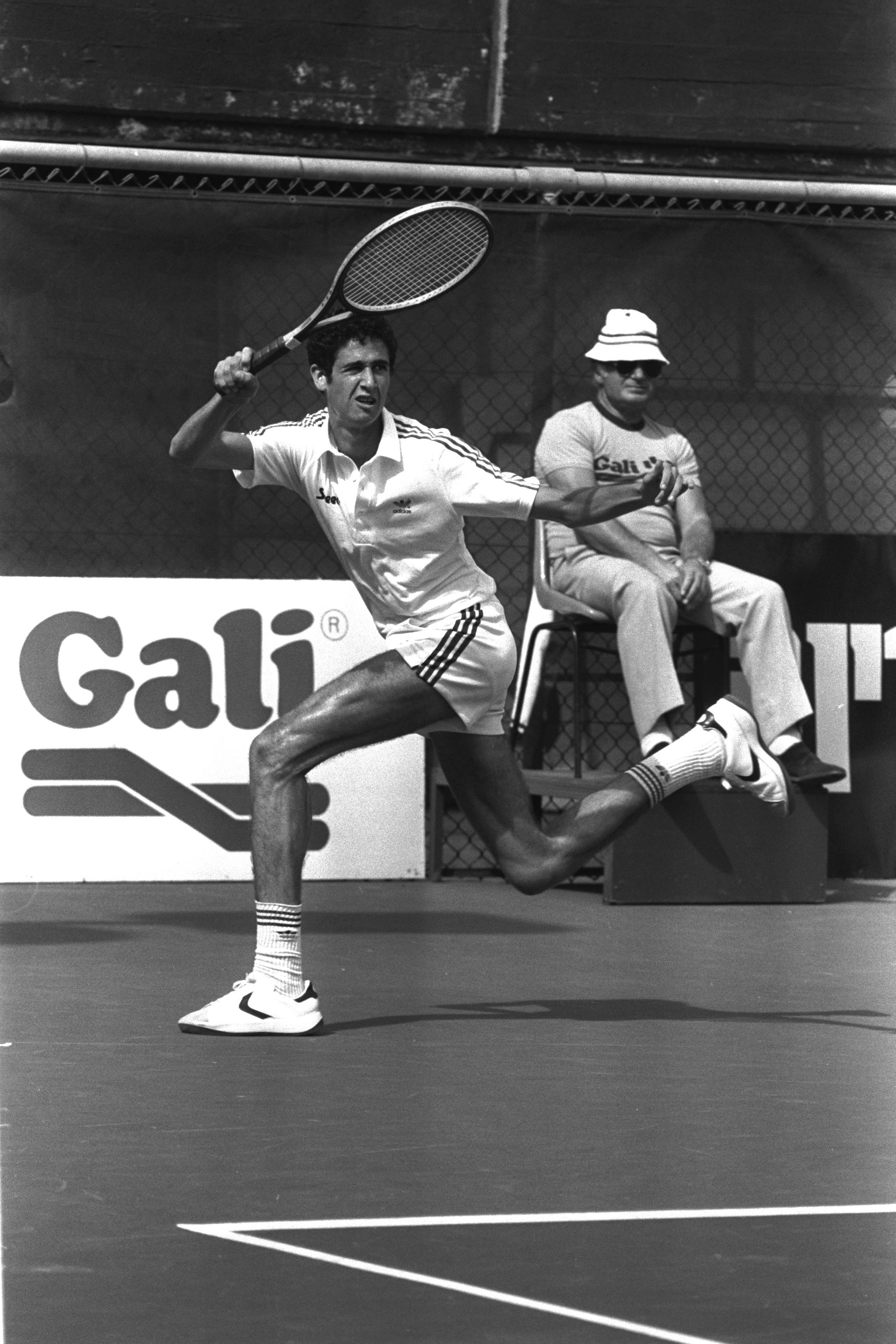
Shahar Perkiss

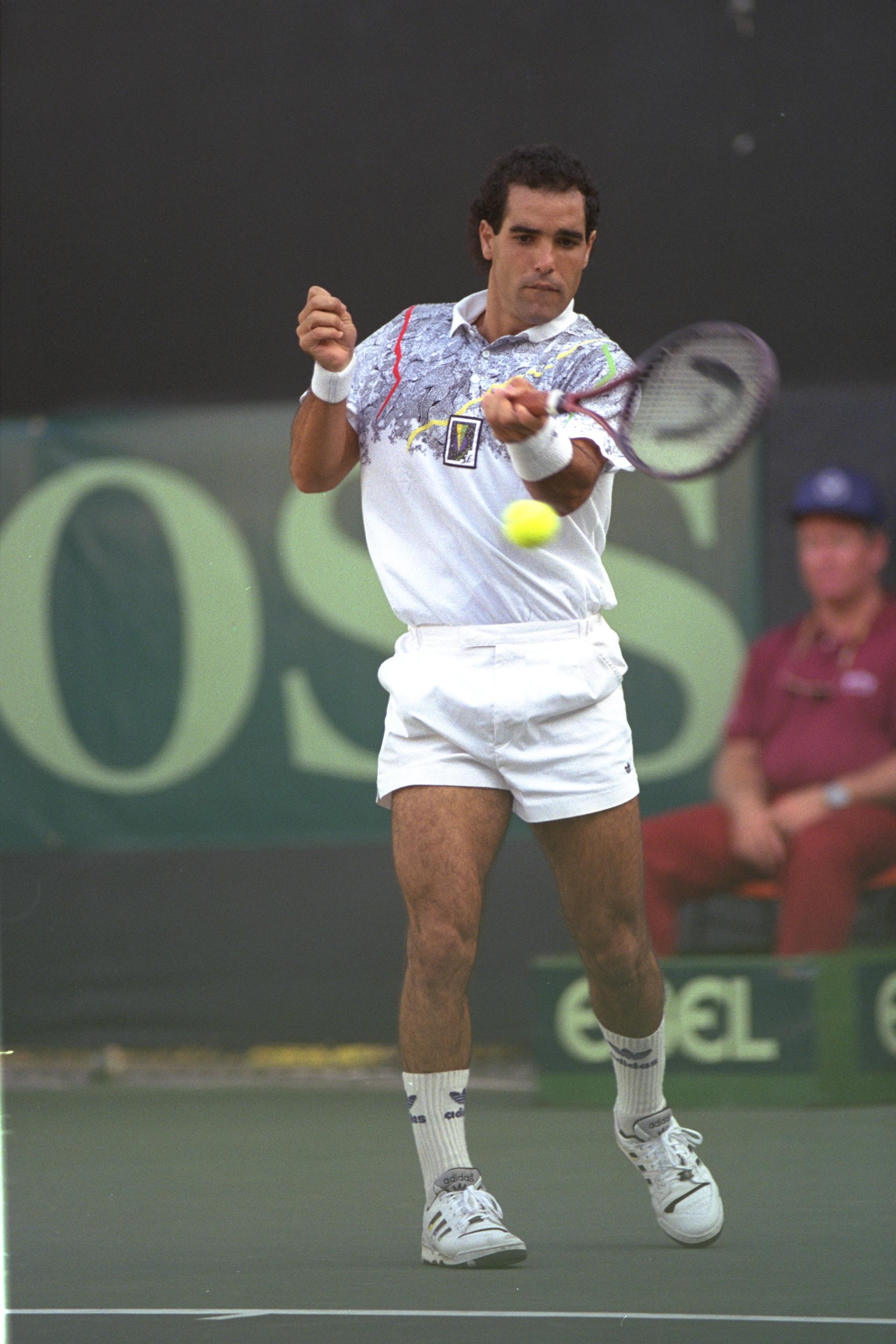
Gilad Bloom

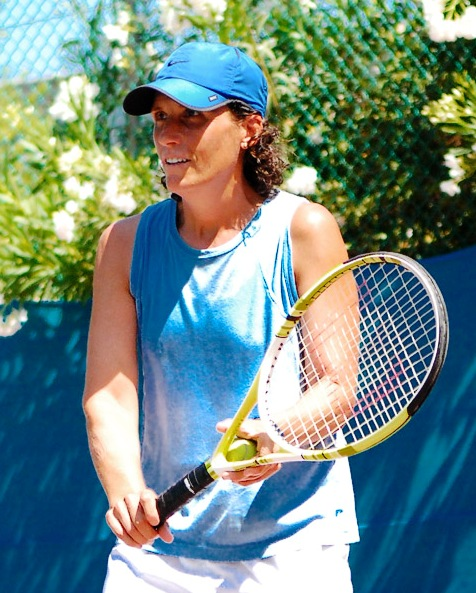
Ilana Berger

| Gren       | Spelare                       | Omgång                             | Resultat                                                            | Ref         |
| ---------- | ----------------------------- | ---------------------------------- | ------------------------------------------------------------------- | ----------- |
| Herrsingel | Amos Mansdorf                 | Första omgången                    | Besegrade Jin-Sun Yoo (Sydkorea) 6-2, 6-4, 7-5                      |             |
| Herrsingel | Amos Mansdorf                 | Andra omgången                     | Besegrade Kelly Evernden (Nya Zeeland) 6-4, 3-6, 6-1, 7-5           |             |
| Herrsingel | Amos Mansdorf                 | Tredje omgången; 9:e plats (delad) | Förlorade mot Tim Mayotte (USA) 4-6, 2-6, 4-6                       |             |
| Herrsingel | Shahar Perkiss                | Första round                       | Förlorade mot Javier Frana (Argentina) 2-6, 6-4, 4-6, 4-6           |             |
| Herrsingel | Gilad Bloom                   | Första omgången; 33:e plats        | Förlorade mot Jeremy Bates (Storbritannien) 6-4, 4-6, 6-2, 2-6, 7-9 |             |
| Damsingel  | Ilana Berger                  | Första omgången                    | Förlorade mot Jill Hetherington (Kanada) 1-6, 4-6                   |             |
| Herrdubbel | Gilad Bloom och Amos Mansdorf | 9:e plats (delad)                  |                                                                     | [ 2 ] [ 3 ] |